# Rokirovka v dlinnuju storonu
Rokirovka v dlinnuju storonu (in russo Рокировка в длинную сторону?) è un film del 1969 diretto da Vladimir Nikolaevič Grigor'ev.